# Warning (Warning "II")
Pour les articles homonymes, voir Warning.
Albums de Warning
Warning
(1981) Métamorphose
(1984)
Singles
Warning ou Warning "II" est le deuxième album du groupe de Hard rock français, Warning

## Historique
Fort des ventes du premier album Warning, Polydor la maison de disque du groupe, autorise celui-ci à choisir un producteur renommé pour réaliser son nouvel album. Trois noms viennent à l'esprit du groupe, Ted Templeman (Doobie Brothers, Van Halen), Jack Douglas (en) (Aerosmith) et Dieter Dierks (Scorpions).
Le choix definitif du groupe se portera sur Dieter.
Warning se rend donc en Allemagne dans les Studios Dierks situés à Pulheim près de Cologne. Il est à noter que la section rythmique du groupe a changé, Michel Aymé et Gerald Manceau ont remplacé Frédéric Guillemet et Henri Barbut. Sur les conseils de Dieter, le groupe opte pour un son  plus "heavy métal", ce qui n'est pas tout à fait du goût du chanteur Rapha qui avouera plus tard ne pas aimer sa façon de chanter sur cet album, en effet Dieter a vraiment influé sur le style de jeu de tous les éléments du groupe, Christophe Michel et Gerald étant amis de longue date et orientés "metal progressif" mettront de cote leurs pulsions "jazz" , comme les appelait Dieter, au profit d'un jeu plus simple et heavy.
Néanmoins, l'album est à la hauteur des productions internationales du moment et malgré certains titres en anglais (malheureusement pas maitrisés au niveau de la prononciation), tout le chant sera en français et, à un moment, une version avec le chant en anglais sera envisagée, notamment pour conquérir les États-Unis.
Les réactions à la sortie de l'album en septembre 1982 seront mitigées. Certaines radios (France Inter, RTL et RMC et quelques radios libres) l'encenseront mais beaucoup d'autres le bouderont et les critiques ne seront pas très favorables.
La tournée de promo sera annulée à la suite de la restructuration de Polydor, considérant soudain que « les groupes de rock, ce n'est pas pour la France » dixit le nouveau patron de l'époque, résolument hermétique aux groupes.
Warning se retrouve en studio pour travailler de nouveaux titres, majoritairement composés par Christophe Aubert, Rapha sentant clairement que son leadership des débuts s'évanouit, d'un commun accord, il quittera le groupe en 1983.

## Liste des titres

### Face 1
| No | Titre       | Paroles                         | Musique                        | Durée |
| -- | ----------- | ------------------------------- | ------------------------------ | ----- |
| 1. | Rock City   | Raphaël Garrido                 | Christophe Aubert, Michel Aymé | 4:12  |
| 2. | Commando    | Raphaël Garrido                 | Christophe Aubert              | 4:17  |
| 3. | Série Noire | Raphaël Garrido, Bruno Recrosio | Christophe Aubert              | 4:48  |
| 4. | Fire Fire   | Raphaël Garrido, Bruno Recrosio | Christophe Aubert              | 5:57  |

### Face 2
| No | Titre                            | Paroles         | Musique                        | Durée |
| -- | -------------------------------- | --------------- | ------------------------------ | ----- |
| 1. | Speed-Moi                        | Raphaël Garrido | Christophe Aubert              | 4:44  |
| 2. | Bahamas Memorial                 | Raphaël Garrido | Christophe Aubert, Michel Aymé | 4:24  |
| 3. | Strange Way of Love (Sixty-Nine) | Raphaël Garrido | Christophe Aubert              | 4:05  |
| 4. | Sexy Lubie                       | Raphaël Garrido | Christophe Aubert              | 3:11  |
| 5. | Planète Reverse                  | Raphaël Garrido | Christophe Aubert              | 3:48  |

## Musiciens
- Raphaël Garrido : chant
- Christophe Aubert : guitare solo et rythmique
- Didier Bernoussi : guitare rythmique
- Michel Aymé : basse
- Gerald Manceau : batterie, percussion